# Rafael Delgado (Veracruz)
Rafael Delgado es una localidad del estado mexicano de Veracruz. Es cabecera del municipio de Rafael Delgado. La localidad fue nombrada en honor al escritor veracruzano Rafael Delgado.

## Demografía
| Censo | Población |
| ----- | --------- |
| 1900  | 891       |
| 1910  | 1 207     |
| 1921  | 1 179     |
| 1930  | 1 283     |
| 1940  | 1 502     |
| 1950  | 1 855     |
| 1960  | 2 481     |
| 1970  | 4 092     |
| 1980  | 4 991     |
| 1990  | 6 153     |
| 1995  | 6 623     |
| 2000  | 7 657     |
| 2005  | 8 836     |
| 2010  | 9 594     |
| 2020  | 10 298    |